# جاك وايت (كاتب)
جاك وايت (بالإنجليزية: Jack Whyte)‏ (مارس 1940 في المملكة المتحدة)؛ كاتب وروائي اسكتلندي.